# Wereldbeker schansspringen 2020/2021
De wereldbeker schansspringen 2020/2021 (officieel: Viessmann FIS Ski Jumping World Cup) ging van start op 21 november 2020 in het Poolse Wisła en eindigde op 28 maart 2021 in het Sloveense Planica en het Russische Tsjaikovski.
Dit schansspringseizoen telde verschillende hoogtepunten, zo waren er de wereldkampioenschappen schansspringen en het Vierschansentoernooi. De wereldkampioenschappen skivliegen waren, vanwege de coronapandemie, verplaatst van maart 2020 naar december 2020. De schansspringer die op het einde van het seizoen de meeste punten had verzameld, won de algemene wereldbeker. De wedstrijden op de wereldkampioenschappen telden niet mee voor de algemene wereldbeker. 

## Mannen

### Kalender
| Datum                                                                                         | Plaats                          | Schans                          | Opmerking                       | Eerste                                                                             | Tweede                                                                   | Derde                                                                              |
| --------------------------------------------------------------------------------------------- | ------------------------------- | ------------------------------- | ------------------------------- | ---------------------------------------------------------------------------------- | ------------------------------------------------------------------------ | ---------------------------------------------------------------------------------- |
| 21/11/2020                                                                                    | Wisła                           | HS134                           | Team Avond                      | Oostenrijk Michael Hayböck Philipp Aschenwald Daniel Huber Stefan Kraft            | Duitsland Constantin Schmid Pius Paschke Karl Geiger Markus Eisenbichler | Polen Piotr Żyła Klemens Muranka Dawid Kubacki Kamil Stoch                         |
| 22/11/2020                                                                                    | Wisła                           | HS134                           | Avond                           | Markus Eisenbichler                                                                | Karl Geiger                                                              | Daniel Huber                                                                       |
| 28/11/2020                                                                                    | Kuusamo                         | HS142                           | Avond                           | Markus Eisenbichler                                                                | Piotr Żyła                                                               | Dawid Kubacki                                                                      |
| 29/11/2020                                                                                    | Kuusamo                         | HS142                           | Avond                           | Halvor Egner Granerud                                                              | Markus Eisenbichler                                                      | Dawid Kubacki                                                                      |
| 05/12/2020                                                                                    | Nizjni Tagil                    | HS134                           | Avond                           | Halvor Egner Granerud                                                              | Daniel Huber                                                             | Robert Johansson                                                                   |
| 06/12/2020                                                                                    | Nizjni Tagil                    | HS134                           | Avond                           | Halvor Egner Granerud                                                              | Robert Johansson                                                         | Marius Lindvik                                                                     |
| 10 tot en met 13 december 2020: Wereldkampioenschappen skivliegen 2020 in Planica             |                                 |                                 |                                 |                                                                                    |                                                                          |                                                                                    |
| 19/12/2020                                                                                    | Engelberg                       | HS140                           |                                 | Halvor Egner Granerud                                                              | Kamil Stoch                                                              | Anže Lanišek                                                                       |
| 20/12/2020                                                                                    | Engelberg                       | HS140                           |                                 | Halvor Egner Granerud                                                              | Markus Eisenbichler                                                      | Piotr Żyła                                                                         |
| Vierschansentoernooi 2021                                                                     |                                 |                                 |                                 |                                                                                    |                                                                          |                                                                                    |
| 29/12/2020                                                                                    | Oberstdorf                      | HS137                           | Avond                           | Karl Geiger                                                                        | Kamil Stoch                                                              | Marius Lindvik                                                                     |
| 01/01/2021                                                                                    | Garmisch-Partenkirchen          | HS142                           |                                 | Dawid Kubacki                                                                      | Halvor Egner Granerud                                                    | Piotr Żyła                                                                         |
| 03/01/2021                                                                                    | Innsbruck                       | HS130                           |                                 | Kamil Stoch                                                                        | Anže Lanišek                                                             | Dawid Kubacki                                                                      |
| 06/01/2021                                                                                    | Bischofshofen                   | HS142                           | Avond                           | Kamil Stoch                                                                        | Karl Geiger                                                              | Marius Lindvik                                                                     |
| Eindstand Vierschansentoernooi:                                                               | Eindstand Vierschansentoernooi: | Eindstand Vierschansentoernooi: | Eindstand Vierschansentoernooi: | Kamil Stoch                                                                        | Karl Geiger                                                              | Dawid Kubacki                                                                      |
| 09/01/2021                                                                                    | Titisee-Neustadt                | HS142                           | Avond                           | Kamil Stoch                                                                        | Halvor Egner Granerud                                                    | Piotr Żyła                                                                         |
| 10/01/2021                                                                                    | Titisee-Neustadt                | HS142                           | Avond                           | Halvor Egner Granerud                                                              | Daniel-André Tande                                                       | Stefan Kraft                                                                       |
| 16/01/2021                                                                                    | Zakopane                        | HS140                           | Team Avond                      | Oostenrijk Michael Hayböck Jan Hörl Philipp Aschenwald Daniel Huber                | Polen Piotr Żyła Kamil Stoch Andrzej Stękała Dawid Kubacki               | Noorwegen Daniel-André Tande Halvor Egner Granerud Marius Lindvik Robert Johansson |
| 17/01/2021                                                                                    | Zakopane                        | HS140                           | Avond                           | Marius Lindvik                                                                     | Anže Lanišek                                                             | Robert Johansson                                                                   |
| 23/01/2021                                                                                    | Lahti                           | HS130                           | Team Avond                      | Noorwegen Marius Lindvik Daniel-André Tande Robert Johansson Halvor Egner Granerud | Polen Piotr Żyła Andrzej Stękała Kamil Stoch Dawid Kubacki               | Duitsland Pius Paschke Martin Hamann Karl Geiger Markus Eisenbichler               |
| 24/01/2021                                                                                    | Lahti                           | HS130                           |                                 | Robert Johansson                                                                   | Markus Eisenbichler                                                      | Karl Geiger                                                                        |
| Willingen Five 2021                                                                           |                                 |                                 |                                 |                                                                                    |                                                                          |                                                                                    |
| 30/01/2021                                                                                    | Willingen                       | HS145                           |                                 | Halvor Egner Granerud                                                              | Daniel-André Tande                                                       | Kamil Stoch                                                                        |
| 31/01/2021                                                                                    | Willingen                       | HS145                           |                                 | Halvor Egner Granerud                                                              | Piotr Żyła                                                               | Markus Eisenbichler                                                                |
| Eindstand Willingen Five:                                                                     | Eindstand Willingen Five:       | Eindstand Willingen Five:       | Eindstand Willingen Five:       | Halvor Egner Granerud                                                              | Daniel-André Tande                                                       | Markus Eisenbichler                                                                |
| 06/02/2021                                                                                    | Klingenthal                     | HS140                           | Avond                           | Halvor Egner Granerud                                                              | Kamil Stoch                                                              | Bor Pavlovčič                                                                      |
| 07/02/2021                                                                                    | Klingenthal                     | HS140                           |                                 | Halvor Egner Granerud                                                              | Bor Pavlovčič                                                            | Markus Eisenbichler                                                                |
| 13/02/2021                                                                                    | Zakopane                        | HS140                           | Avond                           | Ryoyu Kobayashi                                                                    | Andrzej Stękała                                                          | Marius Lindvik                                                                     |
| 14/02/2021                                                                                    | Zakopane                        | HS140                           | Avond                           | Halvor Egner Granerud                                                              | Anže Lanišek                                                             | Robert Johansson                                                                   |
| 19/02/2021                                                                                    | Râșnov                          | HS97                            |                                 | Ryoyu Kobayashi                                                                    | Kamil Stoch                                                              | Karl Geiger                                                                        |
| 23 februari tot en met 7 maart 2021: Wereldkampioenschappen schansspringen 2021 in Oberstdorf |                                 |                                 |                                 |                                                                                    |                                                                          |                                                                                    |
| Raw Air 2021                                                                                  |                                 |                                 |                                 |                                                                                    |                                                                          |                                                                                    |
| 13/03/2021                                                                                    | Oslo                            | HS134                           | Team Avond                      | Afgelast, vanwege de coronapandemie                                                | Afgelast, vanwege de coronapandemie                                      | Afgelast, vanwege de coronapandemie                                                |
| 14/03/2021                                                                                    | Oslo                            | HS134                           |                                 | Afgelast, vanwege de coronapandemie                                                | Afgelast, vanwege de coronapandemie                                      | Afgelast, vanwege de coronapandemie                                                |
| 16/03/2021                                                                                    | Lillehammer                     | HS140                           | Avond                           | Afgelast, vanwege de coronapandemie                                                | Afgelast, vanwege de coronapandemie                                      | Afgelast, vanwege de coronapandemie                                                |
| 18/03/2021                                                                                    | Trondheim                       | HS138                           | Avond                           | Afgelast, vanwege de coronapandemie                                                | Afgelast, vanwege de coronapandemie                                      | Afgelast, vanwege de coronapandemie                                                |
| 20/03/2021                                                                                    | Vikersund                       | HS240                           | Team Avond                      | Afgelast, vanwege de coronapandemie                                                | Afgelast, vanwege de coronapandemie                                      | Afgelast, vanwege de coronapandemie                                                |
| 21/03/2021                                                                                    | Vikersund                       | HS240                           | Avond                           | Afgelast, vanwege de coronapandemie                                                | Afgelast, vanwege de coronapandemie                                      | Afgelast, vanwege de coronapandemie                                                |
| Eindklassement Raw Air:                                                                       |                                 |                                 |                                 | Afgelast, vanwege de coronapandemie                                                | Afgelast, vanwege de coronapandemie                                      | Afgelast, vanwege de coronapandemie                                                |
| Planica 7 2021                                                                                |                                 |                                 |                                 |                                                                                    |                                                                          |                                                                                    |
| 25/03/2021                                                                                    | Planica                         | HS240                           |                                 | Ryoyu Kobayashi                                                                    | Markus Eisenbichler                                                      | Karl Geiger                                                                        |
| 26/03/2021                                                                                    | Planica                         | HS240                           |                                 | Karl Geiger                                                                        | Ryoyu Kobayashi                                                          | Bor Pavlovčič                                                                      |
| 28/03/2021                                                                                    | Planica                         | HS240                           | Team                            | Duitsland Pius Paschke Constantin Schmid Markus Eisenbichler Karl Geiger           | Japan Naoki Nakamura Junshiro Kobayashi Yukiya Sato Ryoyu Kobayashi      | Oostenrijk Daniel Huber Markus Schiffner Stefan Kraft Michael Hayböck              |
| 28/03/2021                                                                                    | Planica                         | HS240                           |                                 | Karl Geiger                                                                        | Ryoyu Kobayashi                                                          | Markus Eisenbichler                                                                |
| Eindklassement Planica 7:                                                                     | Eindklassement Planica 7:       | Eindklassement Planica 7:       | Eindklassement Planica 7:       | Karl Geiger                                                                        | Ryoyu Kobayashi                                                          | Markus Eisenbichler                                                                |

### Eindstanden
| Algemeen | Algemeen              | Algemeen | Algemeen |
| #        | Atleet                | Land     | Punten   |
| -------- | --------------------- | -------- | -------- |
| 1        | Halvor Egner Granerud | NOR      | 1572     |
| 2        | Markus Eisenbichler   | GER      | 1190     |
| 3        | Kamil Stoch           | POL      | 955      |
| 4        | Ryoyu Kobayashi       | JPN      | 919      |
| 5        | Robert Johansson      | NOR      | 884      |
| 6        | Karl Geiger           | GER      | 826      |
| 7        | Piotr Żyła            | POL      | 825      |
| 8        | Dawid Kubacki         | POL      | 786      |
| 9        | Anže Lanišek          | SLO      | 775      |
| 10       | Marius Lindvik        | NOR      | 612      |

| Skivliegen | Skivliegen          | Skivliegen | Skivliegen |
| #          | Atleet              | Land       | Punten     |
| ---------- | ------------------- | ---------- | ---------- |
| 1          | Karl Geiger         | GER        | 260        |
| 2          | Ryoyu Kobayashi     | JPN        | 260        |
| 3          | Markus Eisenbichler | GER        | 172        |
| 4          | Bor Pavlovčič       | SLO        | 141        |
| 5          | Domen Prevc         | SLO        | 132        |
| 6          | Daniel Huber        | AUT        | 114        |
| 7          | Robert Johansson    | NOR        | 110        |
| 8          | Yukiya Sato         | JPN        | 109        |
| 9          | Michael Hayböck     | AUT        | 94         |
| 10         | Piotr Żyła          | POL        | 82         |

## Vrouwen

### Kalender
| Datum                                                                                         | Plaats                         | Schans                         | Opmerking                      | Eerste                                                                       | Tweede                                                                       | Derde                                                                     |
| --------------------------------------------------------------------------------------------- | ------------------------------ | ------------------------------ | ------------------------------ | ---------------------------------------------------------------------------- | ---------------------------------------------------------------------------- | ------------------------------------------------------------------------- |
| 05/12/2020                                                                                    | Lillehammer                    | HS98                           |                                | Afgelast, vanwege de coronapandemie                                          | Afgelast, vanwege de coronapandemie                                          | Afgelast, vanwege de coronapandemie                                       |
| 06/12/2020                                                                                    | Lillehammer                    | HS140                          |                                | Afgelast, vanwege de coronapandemie                                          | Afgelast, vanwege de coronapandemie                                          | Afgelast, vanwege de coronapandemie                                       |
| 18/12/2020                                                                                    | Ramsau                         | HS98                           |                                | Marita Kramer                                                                | Nika Križnar                                                                 | Sara Takanashi                                                            |
| 09/01/2021                                                                                    | Sapporo                        | HS137                          | Avond                          | Afgelast, vanwege de coronapandemie                                          | Afgelast, vanwege de coronapandemie                                          | Afgelast, vanwege de coronapandemie                                       |
| 10/01/2021                                                                                    | Sapporo                        | HS137                          |                                | Afgelast, vanwege de coronapandemie                                          | Afgelast, vanwege de coronapandemie                                          | Afgelast, vanwege de coronapandemie                                       |
| 15/01/2021                                                                                    | Yamagata                       | HS102                          | Avond                          | Afgelast, vanwege de coronapandemie                                          | Afgelast, vanwege de coronapandemie                                          | Afgelast, vanwege de coronapandemie                                       |
| 16/01/2021                                                                                    | Yamagata                       | HS102                          | Team Avond                     | Afgelast, vanwege de coronapandemie                                          | Afgelast, vanwege de coronapandemie                                          | Afgelast, vanwege de coronapandemie                                       |
| 17/01/2021                                                                                    | Yamagata                       | HS102                          | Avond                          | Afgelast, vanwege de coronapandemie                                          | Afgelast, vanwege de coronapandemie                                          | Afgelast, vanwege de coronapandemie                                       |
| 23/01/2021                                                                                    | Ljubno                         | HS94                           | Team                           | Slovenië Ema Klinec Špela Rogelj Urša Bogataj Nika Križnar                   | Noorwegen Eirin Maria Kvandal Thea Minyan Bjørseth Silje Opseth Maren Lundby | Oostenrijk Daniela Iraschko-Stolz Lisa Eder Chiara Hölzl Marita Kramer    |
| 24/01/2021                                                                                    | Ljubno                         | HS94                           |                                | Eirin Maria Kvandal                                                          | Ema Klinec                                                                   | Marita Kramer                                                             |
| 30/01/2021                                                                                    | Titisee-Neustadt               | HS142                          |                                | Marita Kramer                                                                | Silje Opseth                                                                 | Ema Klinec                                                                |
| 31/01/2021                                                                                    | Titisee-Neustadt               | HS142                          |                                | Marita Kramer                                                                | Sara Takanashi                                                               | Silje Opseth                                                              |
| 05/02/2021                                                                                    | Hinzenbach                     | HS94                           |                                | Nika Križnar                                                                 | Ema Klinec                                                                   | Eirin Maria Kvandal                                                       |
| 06/02/2021                                                                                    | Hinzenbach                     | HS94                           |                                | Sara Takanashi                                                               | Nika Križnar                                                                 | Silje Opseth                                                              |
| 07/02/2021                                                                                    | Hinzenbach                     | HS94                           |                                | Sara Takanashi                                                               | Nika Križnar                                                                 | Silje Opseth                                                              |
| 13/02/2021                                                                                    | Lillehammer                    | HS98                           | Avond                          | Afgelast, vanwege de coronapandemie                                          | Afgelast, vanwege de coronapandemie                                          | Afgelast, vanwege de coronapandemie                                       |
| 14/02/2021                                                                                    | Lillehammer                    | HS140                          | Avond                          | Afgelast, vanwege de coronapandemie                                          | Afgelast, vanwege de coronapandemie                                          | Afgelast, vanwege de coronapandemie                                       |
| 18/02/2021                                                                                    | Râșnov                         | HS97                           |                                | Nika Križnar                                                                 | Sara Takanashi                                                               | Silje Opseth                                                              |
| 19/02/2021                                                                                    | Râșnov                         | HS97                           |                                | Sara Takanashi                                                               | Silje Opseth                                                                 | Nika Križnar                                                              |
| 23 februari tot en met 7 maart 2021: Wereldkampioenschappen schansspringen 2021 in Oberstdorf |                                |                                |                                |                                                                              |                                                                              |                                                                           |
| Raw Air 2021                                                                                  |                                |                                |                                |                                                                              |                                                                              |                                                                           |
| 14/03/2021                                                                                    | Oslo                           | HS134                          |                                | Afgelast, vanwege de coronapandemie                                          | Afgelast, vanwege de coronapandemie                                          | Afgelast, vanwege de coronapandemie                                       |
| 16/03/2021                                                                                    | Lillehammer                    | HS140                          |                                | Afgelast, vanwege de coronapandemie                                          | Afgelast, vanwege de coronapandemie                                          | Afgelast, vanwege de coronapandemie                                       |
| 18/03/2021                                                                                    | Trondheim                      | HS138                          |                                | Afgelast, vanwege de coronapandemie                                          | Afgelast, vanwege de coronapandemie                                          | Afgelast, vanwege de coronapandemie                                       |
| Eindklassement Raw Air:                                                                       |                                |                                |                                | Afgelast, vanwege de coronapandemie                                          | Afgelast, vanwege de coronapandemie                                          | Afgelast, vanwege de coronapandemie                                       |
| Blue Bird Tour 2021                                                                           |                                |                                |                                |                                                                              |                                                                              |                                                                           |
| 20/03/2021                                                                                    | Nizjni Tagil                   | HS97                           |                                | Marita Kramer                                                                | Sara Takanashi                                                               | Nika Križnar                                                              |
| 21/03/2021                                                                                    | Nizjni Tagil                   | HS97                           |                                | Marita Kramer                                                                | Nika Križnar                                                                 | Sara Takanashi                                                            |
| 26/03/2021                                                                                    | Tsjaikovski                    | HS102                          |                                | Marita Kramer                                                                | Sara Takanashi                                                               | Nika Križnar                                                              |
| 27/03/2021                                                                                    | Tsjaikovski                    | HS102                          | Team                           | Oostenrijk Daniela Iraschko-Stolz Sophie Sorschag Chiara Hölzl Marita Kramer | Slovenië Špela Rogelj Katra Komar Urša Bogataj Nika Križnar                  | Duitsland Katharina Althaus Juliane Seyfarth Luisa Görlich Anna Rupprecht |
| 28/03/2021                                                                                    | Tsjaikovski                    | HS140                          |                                | Marita Kramer                                                                | Silje Opseth                                                                 | Nika Križnar                                                              |
| Eindklassement Blue Bird Tour:                                                                | Eindklassement Blue Bird Tour: | Eindklassement Blue Bird Tour: | Eindklassement Blue Bird Tour: | Marita Kramer                                                                | Sara Takanashi                                                               | Nika Križnar                                                              |

### Eindstand
| #  | Atleet                 | Land | Punten |
| -- | ---------------------- | ---- | ------ |
| 1  | Nika Križnar           | SLO  | 871    |
| 2  | Sara Takanashi         | JPN  | 862    |
| 3  | Marita Kramer          | AUT  | 860    |
| 4  | Silje Opseth           | NOR  | 692    |
| 5  | Daniela Iraschko-Stolz | AUT  | 516    |
| 6  | Ema Klinec             | SLO  | 492    |
| 7  | Irina Avvakoemova      | RUS  | 349    |
| 8  | Maren Lundby           | NOR  | 338    |
| 9  | Katharina Althaus      | GER  | 316    |
| 10 | Chiara Hölzl           | AUT  | 308    |

## Gemengd

### Kalender
| Datum      | Plaats | Schans | Opmerking | Eerste                                                                       | Tweede                                                 | Derde                                                                            |
| ---------- | ------ | ------ | --------- | ---------------------------------------------------------------------------- | ------------------------------------------------------ | -------------------------------------------------------------------------------- |
| 20/02/2021 | Râșnov | HS97   | Team      | Noorwegen Maren Lundby Daniel André Tande Silje Opseth Halvor Egner Granerud | Slovenië Nika Križnar Cene Prevc Ema Klinec Žiga Jelar | Oostenrijk Eva Pinkelnig Daniel Tschofenig Daniela Iraschko-Stolz Manuel Fettner |

## Uitzendrechten
- Canada: CBC Sports[3]
- Duitsland: ARD/ZDF[4]
- Finland: Yle
- Nederland: Eurosport
- Noorwegen: NRK
- Zweden: SVT[5][6]
- Zwitserland: SRG SSR[7]